# アイ・アム・キューブリック!
『アイ・アム・キューブリック!』（Colour Me Kubrick: A True...ish Story）は、2005年のイギリス・フランスの犯罪コメディ映画。監督はブライアン・クック、主演はジョン・マルコヴィッチ。1990年代のイギリスで映画監督スタンリー・キューブリックになりすました実在の詐欺師アラン・コンウェイを描いている。
2005年10月6日にディナール英国映画祭にて初公開された。日本では劇場未公開だが、2011年6月24日にDVDが発売された他、WOWOWで放送された。
サウンドトラックにはロック・ミュージシャンのブライアン・アダムスが加わっている。

## ストーリー
1990年代のイギリス。詐欺師のアランは、有名な映画監督スタンリー・キューブリックになりすまし、自分の次の映画に使ってやるなどと騙して、食事や酒をおごらせ、巧みに金を巻き上げて暮らしていた。元々映画には詳しくないので、キューブリックの映画について問いつめられるとすぐにボロが出るのだが、それでも騙された方が恥と感じて訴え出ることがほとんどなかったため、アランの詐欺行為は徐々にエスカレートして行く。
そんな詐欺行為の数々は、アランが偽者であることを確認したニューヨーク・タイムズの劇評家フランク・リッチの記事によって白日の下にさらされる。するとアランは精神を病んだふりをして逮捕を免れ、精神病院に入院する。病院でも巧みな演技で主治医を騙し、遂にはセレブ御用達の「リミニ・クリニック」に送られることになる。
その後、アランは起訴を免れ自宅に戻り、1998年12月に心臓発作で死亡。その3ヶ月後にキューブリックも亡くなる。

## キャスト
- アラン・コンウェイ（英語版）: ジョン・マルコヴィッチ - 詐欺師。アル中のゲイ。
- リー・プラット: ジム・デヴィッドソン（英語版） - 歌手（ラウンジ・シンガー）。
- メルヴィン: ジェームズ・ドレイファス - ゲイの看護師。アランとリーを引き合わせる。
- ノーマン: テレンス・リグビイ（英語版） - リーのマネージャ。
- ピアース: マーク・アンバース（英語版） - 元男娼。アランの詐欺行為を本物のキューブリックに伝えようとする。
- シリル: ピーター・ボウルズ（英語版） - キャッスル・モナ・ホテルの支配人。
- フランク・リッチ（英語版）: ウィリアム・フットキンス - ニューヨーク・タイムズの劇評家。
- アレックス・ウィッチェル: マリサ・ベレンソン - フランクの妻。アランが偽者であることをフランクと共に確認。
- ルパート・ロッドナイト: ルーク・マブリー - アランに騙されたファッションデザイナー。
- ショーン: ブライアン・ディック（英語版） - アランの部屋の居候。異性愛者。がさつ。
- ミセス・ヴィタリ:リンダ・バロン（英語版） - リーの熱烈なファン。
- ステュークリー医師: アイーシャー・ダルカール（英語版） - アランの主治医。

### カメオ出演
- ジャスパー: リチャード・E・グラント - ワイン・バーのオーナー。
- 寝間着姿の男: ケン・ラッセル - アランと同室の入院患者（右端）。名札には「K. Russell」。
- マダム: オナー・ブラックマン - チンピラにキューブリックの家と間違われた家の夫人。
- 2番目の患者: ピーター・サリス - アランと同室の入院患者（右から2番目、ケン・ラッセルの隣）
- ハッド: マーク・ウォーレン - アランがバーで出会った男。アランの嘘を見破り恥をかかせる。

## エピソード
監督のブライアン・クックは『バリー・リンドン』や『アイズ ワイド シャット』などのキューブリック監督作品で助監督を務めており、本作が映画監督デビュー作となる。また、脚本のアンソニー・フルーウィンは長年に渡りキューブリックの個人アシスタントを務めていた。

## 作品の評価
Rotten Tomatoesによれば、批評家の一致した見解は「『アイ・アム・キューブリック!』の題材は魅力的だが、キューブリックと彼になりすました男についてはほとんど描かれていない。」であり、60件の評論のうち高評価は52%にあたる31件で、平均点は10点満点中5.6点となっている。
Metacriticによれば、21件の評論のうち、高評価は14件、賛否混在は3件、低評価は4件で、平均点は100点満点中57点となっている。